# Płaskowyż Hollicka-Kenyona
Płaskowyż Hollicka-Kenyona – płaskowyż lodowy w Antarktydzie Zachodniej, w południowej części Ziemi Ellswortha. Wysokość wynosi 1800–2000 m n.p.m., miąższość lodu 2000–3500 m - jest to największa wartość dla Antarktydy Zachodniej. Lód wypełnia rozległą depresję o podłożu skalnym leżącym 1000–2000 m p.p.m.